# Hong Kong Masters
Hong Kong Masters var en professionell inbjudningsturnering i snooker som spelades under åren 1983 - 1988. Turneringen organiserades av Matchroom, samma organisation som idag sköter Premier League och Championship League. I Hong Kong Masters deltog flera toppspelare, men även ett antal lokala förmågor.

## Vinnare
| År   | Vinnare         | Motståndare     | Resultat |
| ---- | --------------- | --------------- | -------- |
| 1983 | Doug Mountjoy   | Terry Griffiths | 4 - 3    |
| 1984 | Steve Davis     | Doug Mountjoy   | 4 - 2    |
| 1985 | Terry Griffiths | Steve Davis     | 4 - 2    |
| 1986 | Willie Thorne   | Dennis Taylor   | 8 - 3    |
| 1987 | Steve Davis     | Stephen Hendry  | 9 - 3    |
| 1988 | Jimmy White     | Neal Foulds     | 6 - 3    |